# 山西道広
山西 道広（やまにし みちひろ、1948年3月7日 - ）は、日本の元俳優。本名は同じ。兵庫県出身。日本大学卒業。六月劇場、セントラル・アーツに所属していた。身長181cm、体重72kg。血液型O型。

## 来歴・人物
1972年、文学座研究所に入所。同期には、松田優作、阿川泰子、高橋洋子がいる。
1973年、刑事ドラマ『太陽にほえろ!』（日本テレビ）第65話のゲスト出演でデビュー。以降は、松田優作の盟友として、松田主演の映画、テレビ作品のほとんどに助演している。なお、松田のアルバム『Uターン』『まつりうた』などで作曲も手がけた。
1979年、『探偵物語』（日本テレビ）に松本刑事役でレギュラー出演。松本刑事には、松田が推していた新人俳優が予定されていたが出演不可能となり、山西が演じることになった。松本刑事の役作りについては、現場で内容が変わることが多かったため作品の流れだけを把握してセリフは覚えないで現場入りしており、楽しく新鮮だったと述べている。
1986年より、『あぶない刑事』シリーズ（日本テレビ）で、吉井刑事（通称、パパさん）役でレギュラー出演。吉井刑事の役作りについて、妻子持ちという設定の上で、生活感を出したかったが時間がなかったと述べている。
2006年まで阿佐ケ谷駅近くで飲食店「クヨクヨハウス」の店主をしていた。現在では息子が引き継いでいる。漫画家の福谷たかしは生前、同店の常連客であり、代表作『独身アパートどくだみ荘』の背景に店の看板が描かれることもあった。また、宮崎克（宮崎まさる）・高岩ヨシヒロ『松田優作物語』、羊崎文移『暗闇の用心棒』などでも店のエピソードが描かれている。
2008年に俳優業を引退。その後は神奈川県・葉山町にて飲食店「山ふく」を経営していたが、2014年5月に閉店。2016年、映画『さらば あぶない刑事』で一時的に俳優復帰した。

## 出演

### テレビドラマ

#### NHK
- 水曜時代劇
  - 立花登 青春手控え 第22話「めざめ」（1982年）
  - 御宿かわせみ 第2シリーズ 第8話「ぼてふり安」（1982年） - 吉三 ※真野響子版
- 大河ドラマ / 春の波涛（1985年） - 近森
- 土曜ドラマ / 流通戦争（1998年）

#### NTV系
- 土曜日の女シリーズ 天使が消えていく（1973年）
- 太陽にほえろ!
  - 第65話「マカロニを殺したやつ」（1973年） - 木村夏子の恋人（大学生）
  - 第72話「海を撃て!! ジーパン」（1973年） - 加納修
  - 第95話「愛のシルクロード」（1974年） - 伊藤啓一
  - 第199話「女相続人」（1976年） - 「トムソン」マスター
  - 第228話「目撃者」（1976年） - 「サボテン」マスター
  - 第269話「みつばちの家」（1977年） - 木下昇
  - 第297話「ゴリ、爆走!」（1978年） - 星野昭二
  - 第340話「勝利者」（1979年） - 沢信也
  - 第419話「禁じられた怒り」（1980年） - 宇佐見
  - 第480話「年月」（1981年） - 上杉良一
  - 第580話「名人」（1983年） - 水島信雄
  - 第597話「戦士よさらば・ボギー最後の日」、第598話「戦士よ眠れ・新たなる闘い」（1984年） - 今泉和之
  - 第657話「ドックの敵は白バイ?」（1985年） - 黒崎輝夫
- 俺たちの勲章（1975年） - 上野原（コンピュータ係）
- 俺たちの旅（1975年 - 1976年） - 松井昭
- いろはの"い" 第31話「協力者」（1977年） - 平田（鑑識係）
- 大都会 PARTII 第18話「暁の兇弾」（1977年） - 村上
- 大追跡 第8話「必死の追走」（1978年5月） - 西山金融の若頭
- 俺たちは天使だ! 第9話「運が悪けりゃワンパターン」（1979年） - 西山
- 探偵物語（1979年 - 1980年） - 松本刑事
- 大激闘マッドポリス'80 第7話「地下銀行襲撃」（1980年） - 蛭田
- 木曜ゴールデンドラマ / さすらいの甲子園（1980年8月）
- プロハンター 第24話「ロンリー・ハート」（1981年）
- 土曜グランド劇場 / 天まであがれ! パート2（1983年） - ヤクザ
- 水曜ロードショー / 素晴らしきサーカス野郎（1984年） - 栗山刑事
- 誇りの報酬 第6話「俺たち横浜定期便」（1985年11月） - 港洋貿易公司・幹部
- あぶない刑事シリーズ - 吉井浩一刑事
  - あぶない刑事（1986年10月 - 1987年9月）
  - もっとあぶない刑事（1988年10月 - 1989年3月）
  - あぶない刑事フォーエヴァー TVスペシャル'98（1998年8月28日）
- ジャングル 第10話「捜査打ち切り命令」（1987年5月）
- あきれた刑事 第17話「同級生は危険な女」（1988年2月） - 西銀座署刑事課長
- 華麗なる追跡 THE CHASER（1989年10月7日） - 山下章弘
- 水曜グランドロマン / 手塚治虫物語（1990年2月7日） - 編集者
- 勝手にしやがれヘイ!ブラザー 第19話（1990年3月） - 丸岡刑事
- 刑事貴族3 第6話「汚れた顔の天使」（1992年）
- 噂の探偵QAZ（1994年 - 1995年） - 松本刑事
- 火曜サスペンス劇場
  - 嫉妬（1983年9月20日）
  - 奥能登殺人遊戯（1985年6月4日）
  - 天使が消えた夏（1990年8月21日）
  - 娘という名の他人（1994年5月31日） - 警視庁・本間刑事
  - 小京都ミステリー 第16作「みちのく角館殺人事件」（1996年1月30日） - 岩手県警刑事課長
  - 検事・霧島三郎 第6作・第7作（1999年） - 丸山刑事
  - 考古学者 佐久間玲子 第1作（2001年10月23日） - 中条良和
  - 検事 霞夕子 第22作「殺意の薔薇」（2004年1月13日） - 向井検事
  - 事件記者・三上雄太 第1作（2004年5月4日）
  - 年下のひと（2005年7月19日） - 刑事
- DRAMA COMPLEX / らんぼう 第1弾（2006年） - 御子紫剛

#### TBS・MBS系
- 仮面ライダーV3 第30話「ドクトル・ゲー! 悪魔の正体は?」（1973年） - デストロンハンター１号
- 幡随院長兵衛お待ちなせえ（1974年）
  - 第13話「江戸娘は情で走る」
  - 第18話「熟れた貢物」 - 権助
- 赤い迷路 第8話「出会い」（1974年）
- 噂の刑事トミーとマツ 第2シリーズ 第35話「空から車が降る港 あゝトミマツW変身」（1982年） - 安田
- 芸能社会（1990年）
- 俺たちルーキーコップ 第7話「大波乱」（1992年）
- 愛の劇場
  - ラブ&ファイト（2001年）
  - 正しい恋愛のススメ（2005年） - 竹田博信
- 水戸黄門
  - 第31部 第13話「うまい鯛にゃ裏がある -明石-」（2003年） - 黒岩重蔵
  - 第32部 第12話「奉公先は子だくさん -仙台-」（2003年） - 原頼母
  - 第36部 第6話「印籠の故郷守る師弟愛 -輪島-」（2006年） - 沖田亮三郎
- 弁護士のくず 第2話「ちょいワルおやじvs不良少女」（2006年）
- 月曜ドラマスペシャル→月曜ミステリー劇場→月曜ゴールデン
  - 税務調査官・窓際太郎の事件簿 第4作（2000年） - 建設会社社長
  - 外科医零子 第1作「ハートの記憶」（2001年） - 高梨
  - 陰の季節 第4作「失踪」（2002年） - 沢村警視
  - 森村誠一サスペンスシリーズ 第3作「路」（2003年7月） - 荒川刑事
  - 冤罪〜父と子の旅路〜（2005年） - 四方田剛史
  - 追跡〜失踪人捜査官・石森新次郎（2008年） - 富森正二

#### CX系
- 痛快!河内山宗俊 第12話「ぬれ手に油の三万両」（1975年）
- 華麗なる刑事 第13話「撃つべきだったか?」（1977年） - 相川
- 大空港 第32話「空港美女連続殺人事件! 都会の孤独」（1979年） - 若杉明夫
- 探偵同盟（1981年） - 松本刑事
- 愛のホットライン（1981年） - 潮剛志刑事
- 金曜劇場 / 熱帯夜 第三夜「夢からの挨拶」（1983年） - 逗子マリーナの従業員
- 時代劇スペシャル / 御用牙（1984年）
- 大奥 第47話「年上の佳人」（1984年） - 長州藩士
- あいつがトラブル 第12話「逃亡刑事はワル!?」（1990年3月）
- 銭形平次（1991年 - 1998年） - 岡っ引き・清吉
- 不思議サスペンス / 汽笛（1992年、KTV / 東宝）
- 世にも奇妙な物語「ドラマティックシンドローム」（2001年）

#### ANB→EX系
- 西部警察シリーズ
  - 西部警察 第106話「午前11時、爆破!」（1981年） - 中山良作
  - 西部警察 PART-II
    - 第6話「あいつは予言者」（1982年） - 飯塚興業幹部
    - 第31話「1000万ドルの恋人」（1983年） - 須田健作

  - 西部警察 PART-III
    - 第22話「最上川舟唄」（1983年） - 池内清
    - 第37話「さよならに接吻を－」（1984年） - 橋本達男
    - 第67話「真夜中のゲーム」（1984年） - 井田商会構成員
- 向田邦子新春ドラマ / 春が來た（1982年）
- ザ・ハングマンシリーズ
  - ザ・ハングマンII 第22話「裸女の死体と心中した検事」（1982年） - 平田毅
  - 新ハングマン 第24話「婚約娘を襲う誘拐株式会社」（1983年） - 中尾
  - ザ・ハングマン4 第25話「痛快ダブルハンギング!! さようならありがたや節」（1985年） - 森口（殺し屋）
  - ザ・ハングマンV 第11話「主婦がリモコンで殺人者に仕立てられる!」（1986年） - 桜井
- 特捜最前線
  - 第313話「父と子のブルートレイン!」（1983年） - 坂口
  - 第356話「ある主婦の殺意!」（1984年） - アーベル金融幹部
- 土曜ワイド劇場
  - 松本清張の断線（1983年） - 遠藤刑事
  - 駅弁探偵殺人事件 第1作「婚前カップルとヌードギャルの北陸グルメ旅 美人旅役者三姉妹に魔の手が! 〜秘湯大牧温泉・輪島朝市〜」（1992年） - 横山支店長代理
  - 松本清張没後10年企画・疑惑（2003年） - 高畠健吉
  - 終着駅シリーズ 第20作「砂漠の喫茶店・牛尾刑事の秘密…雷雨の樹海で殺された女と失踪した女、愛犬の接点が真犯人を解く!」（2006年） - 湯川陽一
- 迷宮課刑事おみやさん 第2話「5年前の行きずり殺人が今日…!」（1985年） - 売春組織のボス
- 暴れん坊将軍
  - 暴れん坊将軍III
    - 第20話「さらわれたお葉」（1988年） - 島岡軍兵衛
    - 第77話「おんな盗賊、狙われた名奉行」（1989年） - 十三
    - 第119話「大江戸めおと花火」（1990年） - 利平

  - 暴れん坊将軍IV 第53話「みちのく純愛行進曲!」（1992年） - 夜鴉の伝兵衛
  - 暴れん坊将軍Vスペシャル「おんな盗賊の恋、吉宗にしかけられた天下の大陰謀」（1993年） - 剣持大三郎
  - 暴れん坊将軍VI 第9話「お婆よ泣くな江戸の雪」（1994年） - 勘造
  - 暴れん坊将軍VIII 第18話「口づけが起こした波紋」（1998年） - 豊栄屋久兵衛
- はぐれ刑事純情派
  - 第2シリーズ 第16話「身代わりに死んだ女」（1989年） - 北川義昭
  - 第17シリーズ 第1話「能登和倉温泉に甦る親子愛…疑惑の再会」（2004年） - 増岡守
- 名奉行 遠山の金さん
  - 第2シリーズ 第24話「さらば金さん、打ち首獄門!?」（1989年） - 三次
  - 第5シリーズ 第17話「花の吉原 二つの顔をもつ女」（1993年） - 宇三郎
  - 第6シリーズ 第14話「殴られた金さん」（1994年） - 瓜生
- ザ・刑事 第1話「新曲を盗んだ女、爆走! 噂のふたり」（1990年） - 石井
- 火曜ミステリー劇場 / 豆腐屋直次郎の裏の顔 第1作「謎の女が仕掛けたワナ! 東北へ逃げろ!!」（1990年） - 飯岡
- 裏刑事-URADEKA- 第6話「デートレイプ・黒い誘惑」（1992年）
- 将軍家光忍び旅II 最終話「大激闘!天下分け目の板橋宿」（1993年） - 竜蔵
- はみだし刑事情熱系
  - PART1 第22話「広域殺人! 記憶喪失の女」（1997年3月26日）
  - PART8 第9話「狙われた6月の花嫁 ケーキに隠した殺意」（2004年6月9日）
- 八丁堀の七人
  - 第3シリーズ 第7話「母と名乗れない女! わが子と涙の対面」（2002年） - 政之助
  - 第4シリーズ 第10話「切腹まであと二日! 最後の激闘!!」（2003年） - 井筒屋庄左衛門
  - 第6シリーズ 第3話「恐怖が忍び込む! 亭主を密告した女」（2005年） - 萬屋儀十
- 仮面ライダー555 第12話「流星塾」、第13話「敵か味方か」（2003年） - 増田（流星塾教師）
- 木曜ミステリー / 女刑事みずき〜京都洛西署物語〜（2005年） - 竜崎忠行
- 名奉行! 大岡越前（2006年） - 大番組頭・岩戸軍兵衛

#### 12ch→TX系
- 月影兵庫あばれ旅
  - 第1シリーズ 第11話「極楽太鼓が鳴る地獄」（1989年） - 独楽の伊三郎
  - 第2シリーズ 第1話「江戸で悪を斬る!」（1990年） - 里村陣内
- あばれ医者嵐山 第7話「死んだはずの男」（1995年）
- 刑事追う! 第3話「裁きの日」（1996年）
- 女と愛とミステリー→水曜ミステリー9（BS JAPAN）
  - 警視正・日丸教授の事件ノート 第1作（2003年） - 梶山清
  - 信濃のコロンボ事件ファイル（2005年 - 2006年） - 清水部長刑事（西軽井沢署）
    - 第9作「乗せなかった乗客」（2005年）
    - 第10作「杜の都殺人事件」（2006年）
    - 第11作「埋もれ火」（2006年）
- 新春ワイド時代劇 / 天下騒乱〜徳川三代の陰謀（2006年） - 安藤治右衛門

### 映画
- あばよダチ公（1974年、日活） - ぼったくりバー店長
- 俺の空（1977年、東宝） - 敬三
- 八甲田山（1977年、東宝） - 野口見習士官
- 日本人のへそ（1977年、ATG） - 合唱隊員（サンズン・チンピラ）
- 最も危険な遊戯（1978年、東映） - 梶井
- 高校大パニック（1978年、にっかつ） - 警官
- 殺人遊戯（1978年、東映） - 植木
- 乱れからくり（1979年、東宝） - 京堂刑事
- 俺達に墓はない（1979年、東映セントラルフィルム） - 村上
- 蘇える金狼（1979年、東映） - 吉村
- 処刑遊戯（1979年、東映） - 坂巻
- レイプハンター 狙われた女（1979年、にっかつ） - サラ金の集金人
- 薔薇の標的（1980年、東映） - 八木
- 不良少年（1980年、東映） - 北川
- 野獣死すべし（1980年、東映） - 黒岩
- 月光仮面（1981年、日本ヘラルド映画） - クラーク坂井
- ヨコハマBJブルース（1981年、東映） - 紅谷悟志
- 野獣刑事（1982年、東映） - 藤本
- 凶弾（1982年、松竹） - 船員
- 探偵物語（1983年、東映） - 佐藤
- 火まつり（1985年、シネセゾン） - ブローカー
- あぶない刑事シリーズ（東映） - 吉井浩一刑事 
  - あぶない刑事（1987年）
  - またまたあぶない刑事（1988年）
  - もっともあぶない刑事（1989年）
  - あぶない刑事リターンズ（1996年）
  - あぶない刑事フォーエヴァー THE MOVIE（1998年）
  - まだまだあぶない刑事（2005年）
  - さらば あぶない刑事（2016年）
- 行き止まりの挽歌 ブレイクアウト（1988年、シネ・ロッポニカ） - 滝田刑事
- 斬殺せよ 切なきもの、それは愛（1990年、東映） - 刑事
- 超高層ハンティング（1991年、松竹） - 月村研究所長
- BE-BOP-HIGHSCHOOL（1994年、東映）
- 武闘派刑事2 HEART CRASH（1995年、シネマパラダイス） - 待田
- 野獣死すべし（1997年、大映） - 岡田
- 鉄と鉛（1997年、東映） - 有田刑事
- 甦る優作「探偵物語」特別篇（1998年、東映） - 松本刑事 　※1979年のテレビ放送作品を上映
- 共犯者（1999年、東映） - 安庄明夫
- 極道三国志5 山陽道10年戦争（2000年、東映ビデオ） - 梶間洋介
- 京浜抗争史外伝 最後の組長（2000年、東映ビデオ） - 武原信雄
- 修羅がゆく13 完結篇（2000年、Knack）- 関西光和会幹部 氏本
- 突破者太陽傳（2000年5月27日、大映） - 朝倉仁憲
- 練鑑ブラザーズ ゲッタマネー!（2001年、JHV） - 藤原銀次郎
- GUN CRAZY 裏切りの挽歌 BEYOND THE LOW（2002年、キュームービー） - 山城栄吉
- 極道の妻たち 情炎（2005年3月26日） - 菅沼組舎弟頭 ヤマギシ
- 変身（2005年11月19日）
- スケバン刑事 コードネーム=麻宮サキ（2006年、東映） - 校長

### Vシネマ
- 狙撃2 THE SHOOTIST（1990年、東映Vシネマ）
- 続・獣のように（1990年、東映ビデオ）
- 新・童貞物語2 Close to you あなたのそばに（1991年、バンダイビジュアル）
- 雀鬼 裏麻雀勝負! 20年間無敗の男（1992年、徳間ジャパンコミュニケーションズ）
- 修羅の雀士 ナルミ2（1993年、ケイエスエス）
- ミナミの遊侠伝 なんぼのもんやねん（1994年、ケイエスエス） - 仲田
- XX（ダブルエックス） 美しき標的（1995年、東映ビデオ）
- 平成残侠伝 ぶった斬れ! （1996年、東映ビデオ）
- BE-BOP-HIGHSCHOOL 2 青春野郎白昼夢（1996年、東映ビデオ）
- BE-BOP-HIGHSCHOOL 愛徳VS城東 代理戦争篇（1997年、東映ビデオ）
- BE-BOP-HIGHSCHOOL 高校与太郎子連れ狼篇（1997年、東映ビデオ）
- KILL -キル-（1997年、ケイエスエス）
- 新・のぞき屋 援助交際〈エンコー〉のぞきます（1998年、バンダイビジュアル）
- イーストサイド・ワルツ 悦楽の園（1998年、東映ビデオ）
- ダブルキャスト（1998年、大映）
- 平成残侠伝 血闘（1999年、東映ビデオ）
- 難波金融伝ミナミの帝王16 非情のライセンス（2000年、ケイエスエス）
- ケンカ包丁 義（2000年） - 駒形(花板)
- 浪花の雀刺1,2（2001年） - 御堂筋不動産 営業三課 オオヤマ課長
- オーバーレブ!（2001年、カレス・コミュニケーションズ） - 赤岡社長
- 暴力商売（2001年、大映） - 市会議員・森尾
- 仁義30義理の墓場（2002年、日本映像）
- 本気! 23 凶悪編（2002年、日本映像）
- 本気! 28 争奪編（2003年、日本映像）

### 舞台
- 地図にない街
- 銭形平次

### CM
- キャノン「デートマチック」(1975年)